# Pedamaran Timur
Pedamaran Timur is een bestuurslaag in het onderdistrict Ogan Komering Ilir van de provincie Zuid-Sumatra, Indonesië. Pedamaran Timur telt 19925 inwoners (volkstelling 2010).